# المقاتل المضحك
المقاتل المضحك مسلسل أنمي ياباني عرض لأول مره في 7 سبتمبر 1980 واستمر عرضه حتى 27 سبتمبر 1981.

## روابط خارجية
- المقاتل المضحك على موقع IMDb (الإنجليزية)
- المقاتل المضحك على موقع قاعدة بيانات الفيلم (الإنجليزية)
- المقاتل المضحك على موقع ANN anime (الإنجليزية)